# Canton de Saint-Joseph-2
Le canton de Saint-Joseph-2 est un ancien canton de l'île de La Réunion, département d'outre-mer français de l'océan Indien. Il se limitait à une fraction de la commune de Saint-Joseph.

## Histoire
| Période                                                    | Période | Identité             | Étiquette     | Qualité                                                                          |
| ---------------------------------------------------------- | ------- | -------------------- | ------------- | -------------------------------------------------------------------------------- |
| Les données antérieures à 1955 ne sont pas encore connues. |         |                      |               |                                                                                  |
| 1955                                                       | 1964    | Gabriel Macé         | CNIP puis UNR | Notaire Député (1962-1963 et 1967-1968)                                          |
| 1964                                                       | 1970    | Guy Hoarau           | DVD           | Médecin Maire de Saint-Joseph (1957-1989) Suppléant du député Marcel Cerneau     |
| 1970                                                       | 1979    | Marcel Cerneau       | Centriste     | Sénateur (1955-1958) Député (1957-1978) Président du conseil général (1966-1967) |
| 1979                                                       | 1985    | M. Lebon             | DVD           |                                                                                  |
| 1985                                                       | 1992    | Jean-Claude Thévenin | DVD           |                                                                                  |
| 1992                                                       | 2004    | Fred K/Bidy          | DVD puis RPR  | Maire de Saint-Joseph jusqu'en 2001                                              |
| 2004                                                       | 2007    | Patrick Lebreton     | PS            | Maire de Saint-Joseph depuis 2001 Député (2007-2017)                             |
| septembre 2007                                             | 2015    | Axel Vienne          | PS            | Adjoint au Maire de Saint-Joseph                                                 |